# Ketenvuur
Ketenvuur (Chainfire) is een fantasyboek van de Amerikaanse schrijver Terry Goodkind. Het is het negende deel uit de reeks de wetten van de magie, en het eerste deel van de afsluitende trilogie van deze reeks. Deze trilogie wordt ook wel de Ketenvuur-trilogie genoemd. 

## Samenvatting van het boek
Richard raakt tijdens een schermutseling gewond door een vijandelijke pijl. Daarna werd hij naar Nicci gebracht, die hem kan helen door het gebruik van subtractieve magie. Dit heeft onvoorziene gevolgen die de strijd zou gaan kunnen beïnvloeden. Wanneer Richard wakker wordt, ontdekt hij dat zijn vrouw Kahlan Amnell, de Biechtmoeder, vermist wordt. Niemand schijnt haar nog te herinneren. Nicci en Cara denken dat Richards herinnering aan een Kahlan van zijn kwetsuur komt en mogelijk een onverwacht gevolg is van de genezing met subtractieve magie.
Vrezend voor het leven van zijn geliefde, probeert Richard wanhopig een spoor te vinden van Kahlan en tegelijk probeert hij de anderen ervan te overtuigen dat ze werkelijkheid is. Zijn zoektocht leidt hem langs de heks Shota, die hem vertelt dat “wat je aan het zoeken bent, werd lang geleden begraven tussen de botten”. Voor deze informatie eist Shota een hoge prijs van Richard: het Zwaard van de Waarheid. Shota geeft ook nog de woorden “ketenvuur” en “het Diepe Niets”. Daarna geeft Richard het Zwaard van de Waarheid aan Samuel. Shota waarschuwt Richard ook voor een “Beest” dat opgeroepen werd door verscheidene tovenaars en Zusters van de Duisternis, op bevel van Jagang. Het beest is bedoeld om Richard te doden en is niet te stoppen, nog te voorspellen. Het beest kan Richard opsporen als hij zijn gave gebruikt.
Ondertussen treffen Ann en Nathan vele witte pagina’s in oude profetieboeken. Ze schijnen zich te herinneren dat de meeste van die pagina’s niet wit waren, maar kunnen ook niet herinneren wat er dan wel geschreven moest zijn. Onafhankelijk van hun ontdekking, komt Zedd tot dezelfde conclusie.
Richard gaat naar de Tovenaarsburcht om Zedd te zoeken in de hoop dat hij zich Kahlan nog herinnert. Ook Ann, Nathan en Nicci komen aan in de burcht en worden herenigd met Richard, Cara en Zedd. 
Terwijl Richard probeert het bestaan te bewijzen van de vrouw van wie hij houdt, komt Kahlan aan bij het Volkspaleis. Ze blijkt onder de heerschappij van de ontsnapte Zusters van het Duisternis te staan (zij ontsnapten in boek twee aan de invloed van Jagang). De zusters hebben een krachtige bezwering uitgesproken, gebruik makend van subtractieve magie, om de herinneringen van Kahlan bij iedereen en bij zichzelf te laten verdwijnen. Mensen zien haar daarom ook niet meer staan, het beeld wordt direct uit hun geheugen gewist. Daarom gebruiken de zusters Kahlan om de kisten van Orden te stelen vanuit de tuin van het leven in het volkspaleis van D’Hara.
Richard, Nicci en Cara reizen via de Sliph, om zo uit het kasteel te kunnen ontsnappen. Richard komt van de Sliph te weten dat er een plaats bestaat met de naam “het Diepe Niets”. Daarop neemt de Sliph hen naar een plaats genaamd Caska in het Diepe Niets. Wanneer ze er arriveren, merken zij de er juist een groep vooruitgeschoven verkenners in de stad zijn en enkele gevangen hebben gemaakt. Onder hen is er ook een priesteres van de botten. Zij wordt verondersteld dromen te werpen, maar heeft geen idee hoe dat moet. Het volk waartoe zij behoort, waren vroeger ‘Dromen Werpers’. Terwijl de Imperiale soldaten worden uitgeschakeld, zoeken Richard en Jillian voor antwoorden in de catacomben. Samen vinden zij een boek met de naam ‘Ketenvuur’.
Samen reizen ze naar het volkspaleis en vernemen er dat de kisten van Orden vermist zijn. Richard heeft snel door dat het de Zusters van de Duisternis zijn die de kisten van Orden, en waarschijnlijk ook Kahlan, hebben. Omdat Richard in het volkspaleis is, moet hij een bezoek brengen aan het leger. De Zusters van het Licht informeren hem zo goed mogelijk over de toestand van hun en het vijandelijke leger. Terwijl hij de informatie krijgt, komt er een bericht binnen dat zegt dat er een vreemde oude vrouw gevangengenomen werd. Nicci gaat deze vrouw bezoeken en merkt dat het zuster Tovi is, een van de zusters die een eed aan Richard zwoeren om vrij te kunnen zijn van de Droomwandelaar. Nicci gebruikt haar krachten op elke mogelijke manier die ze kan bedenken om Tovi te ondervragen. Ze ontdekt dat de Zoeker (in werkelijkheid Samuel) Tovi neergestoken heeft terwijl ze een kist van Orden aan het dragen was.
Richard, Nicci en Cara keren daarop terug naar de Tovenaarsburcht. Samen met de informatie uit het boek ‘Ketenvuur’ en met de bekentenissen kan Richard Ann, Nathan en Zedd er eindelijk van overtuigen dat Kahlan bestaat. Hoewel niemand, behalve Richard, Kahlan nog kan herinneren, wordt hij deze keer wel geloofd.